# Francis (músico)
Francis é um músico português que se destacou a tocar guitarra nos Xutos & Pontapés, tendo feito parte da formação original da banda.
Francis esteve na banda entre 1981 e 1983 e participou na gravação do primeiro álbum, "78/82", e ainda nos 2 singles, "Sémen" e "Toca e Foge", editados antes do lançamento do álbum.
Depois de deixar os Xutos & Pontapés e após uma breve passagem pela banda UHF, Francis dedicou-se à composição de música instrumental na vertente prog alternativa. 
Lançou até agora 4 álbuns a solo: "Stilleto" (1986), "Rota dos Ventos" (1989), "The Last Prophecy" (2011) e "OM" (2015).

Nos dois primeiros trabalhos, participaram músicos como Jorge Palma e Zé Nabo, Guilherme Inês, Nána Sousa Dias, Ricardo Camacho e António Pinheiro da Silva. No seu trabalho "The Last Prophecy" Francis toca todos os instrumentos. No album "OM" volta a contar com a colaboração de músicos relevantes no panorama musical e com quem já trabalhara anteriormente - Jorge Palma, Tomás Pimentel, Nanā Sousa Dias, Luís Simas e António Pinheiro da Silva.
A partir de 2011, tendo em conta a edição e distribuição internacional dos seus trabalhos, Francis  criou a editora "Stilleto Records" e passou a adotar o nome Francis Mann. 
Francis colaborou ainda com a banda "Sétima Legião" com a qual participou na gravação do álbum "Mar de Outubro" (1988), tendo tocado guitarra nos temas "Sete Mares" e "Baile (Das Sete Partidas)" e cantado coros em outros 3 temas ("Saudades", "Além-Tejo" e "A Reconquista").
Coproduziu, com Ricardo Camacho o 1º. album da banda Diva, "Ecos de Outono" (1989).
Foi também produtor do album "Só" de Jorge Palma, em 1991, um álbum intimista, no qual JP revisita temas antigos, a solo e ao piano, e que foi gravado “sem rede”, isto é, voz e piano em simultâneo, sem "overdubs". Este trabalho foi premiado com um “Sete de Ouro” e o Diário de Notícias considerou-o um dos melhores álbuns do século XX. Colaborara já na produção do album "Bairro do Amor" (1989) do mesmo músico.
Mas tarde, ainda em 1991, formou a banda Ravel, numa aproximação ao pop-rock, juntamente com Maria Leon (voz) Fernando Delaere (baixo) Rui Beat Velez e Emanuel Ramalho (bateria), Pedro Faro (guitarra portuguesa) e Luis Simas (teclados), tendo editado o album "Quimeras", projeto que viria a abandonar passado um ano.